# 特色單位徽章

美國陸軍紋章協會的徽章

特色單位徽章，簡稱DUI，是美國陸軍各個單位依據部隊的歷史和榮譽設計的金屬徽章，由美國陸軍紋章協會進行審核及管理。在1965年以前，美國陸軍只有團級單位和獨立營有權使用。現在則是司令部、軍醫院、及營級以上的單位皆可使用
。

## 司令部

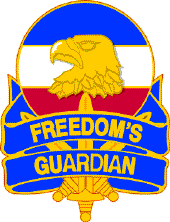
美國陸軍部隊司令部 "Freedom's Guardian"
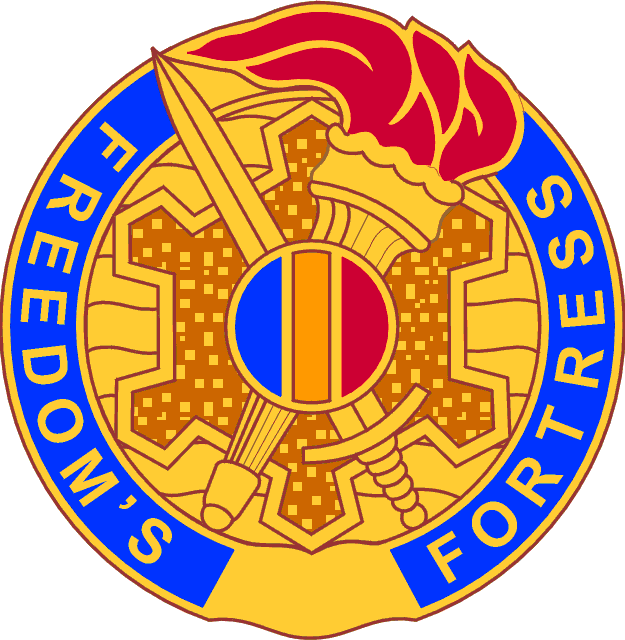
美國陸軍訓練及準則司令部 "Freedom's Fortress"
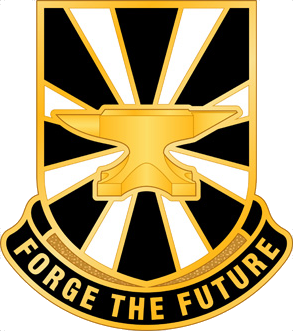
美國陸軍未來司令部 "Forge the future"
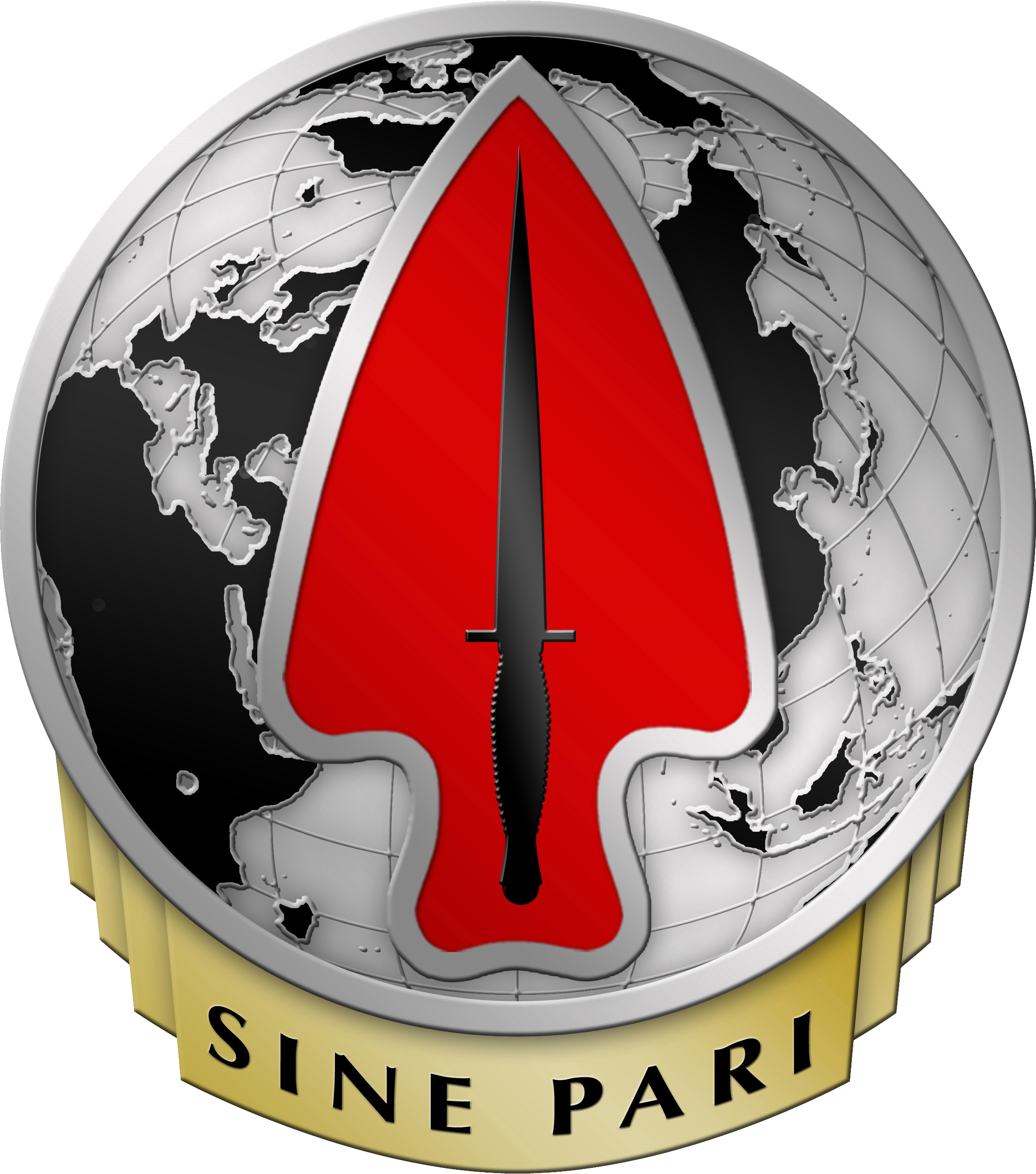
美國陸軍特種作戰司令部
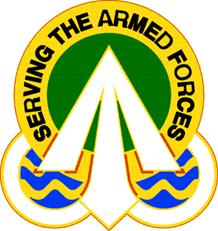
陸軍地面部署與分配司令部
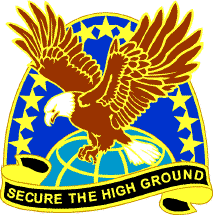
美國陸軍太空與飛彈防禦司令部 "Secure the High Ground"
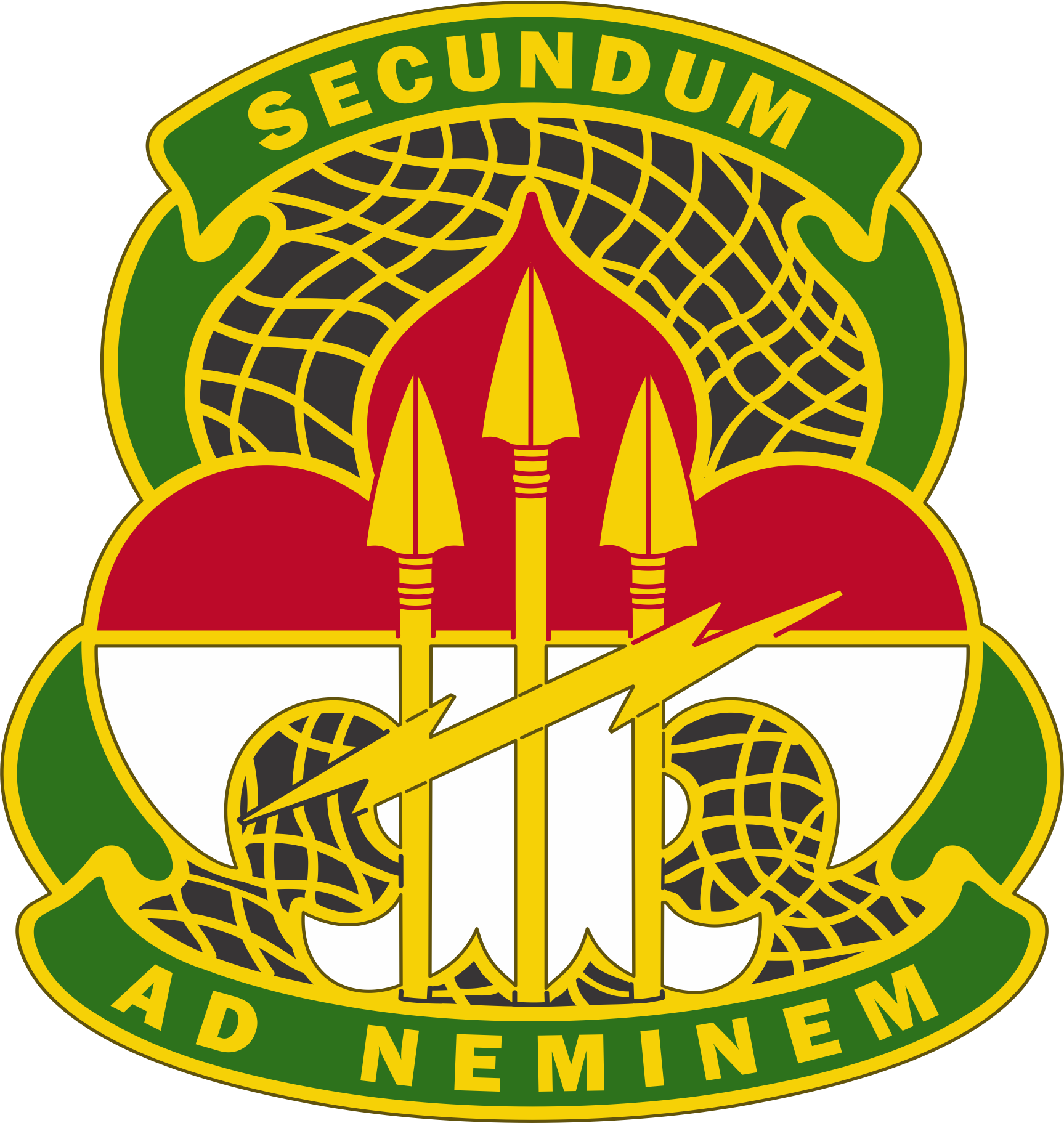
美國陸軍網路司令部
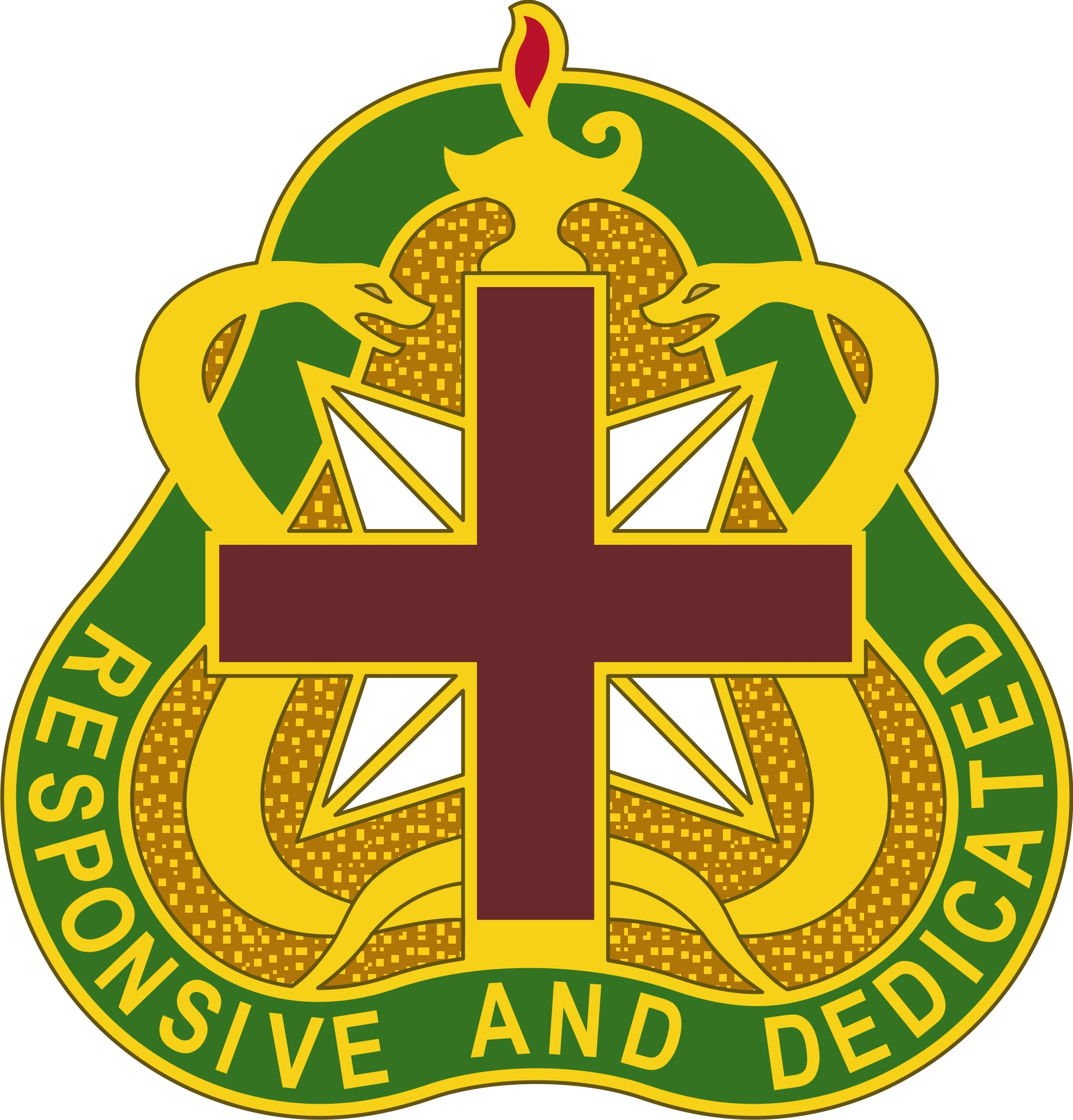
美國陸軍醫療司令部 "Responsive and Dedicated"
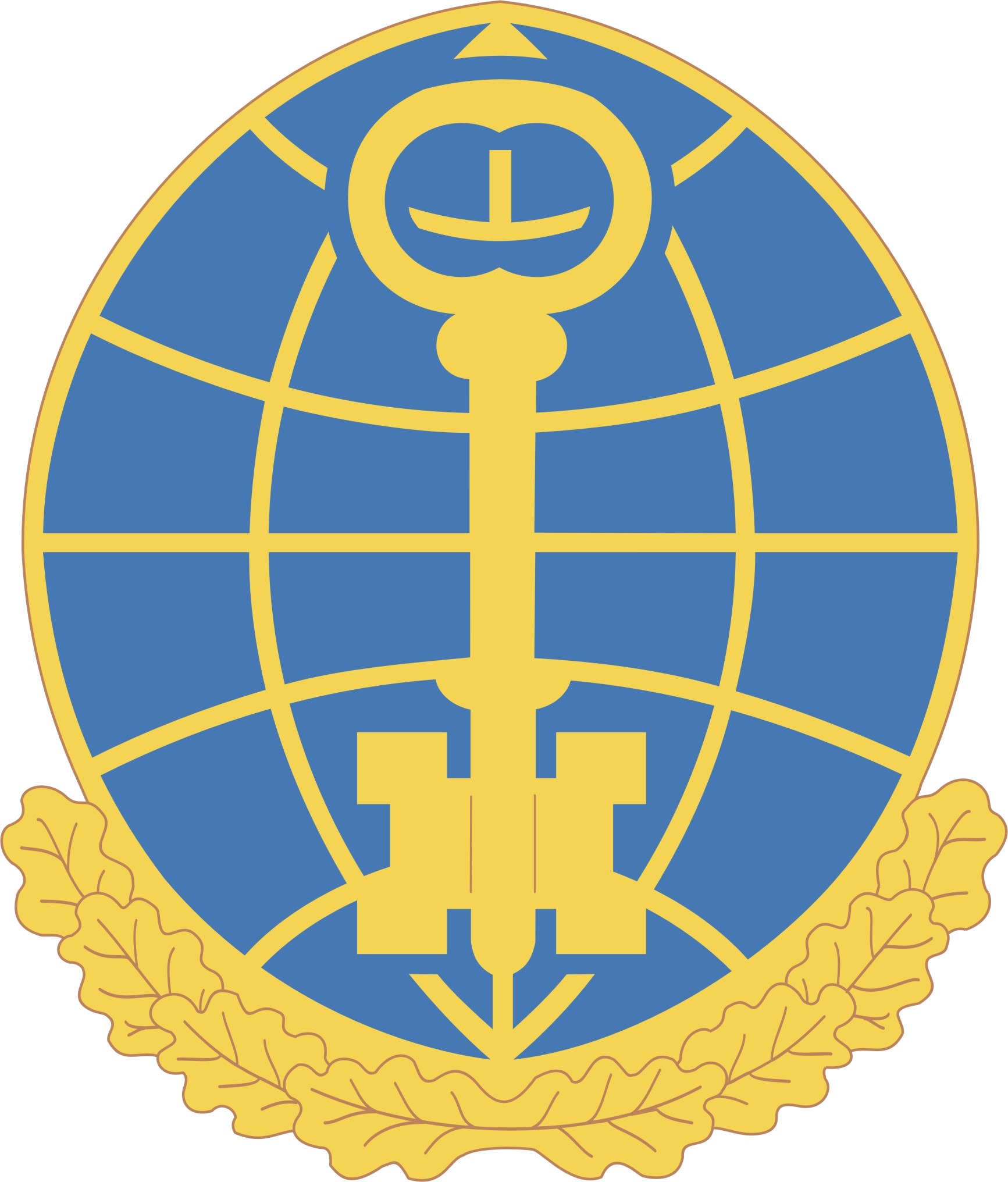
美國陸軍情報與安全司令部
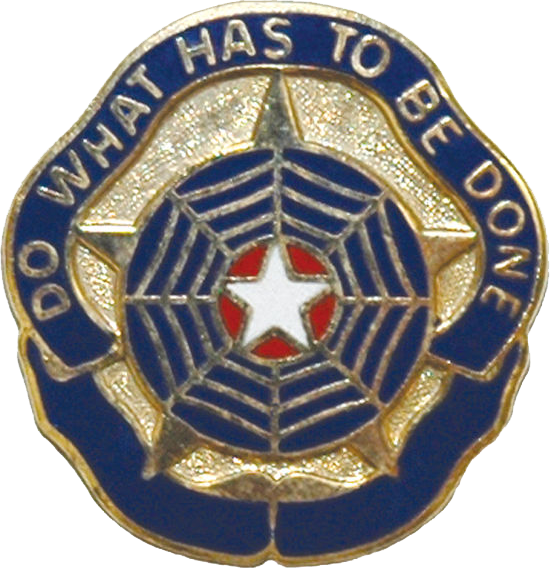
美國陸軍刑事調查司令部 "Do what has to be Done"
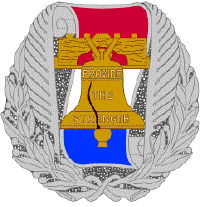
美國陸軍招募司令部
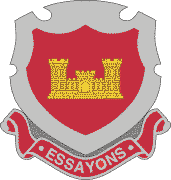
美國陸軍工程兵團
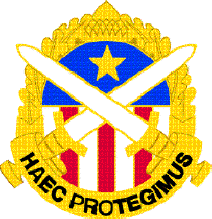
美國陸軍華盛頓軍區 "Haec Protegimus"
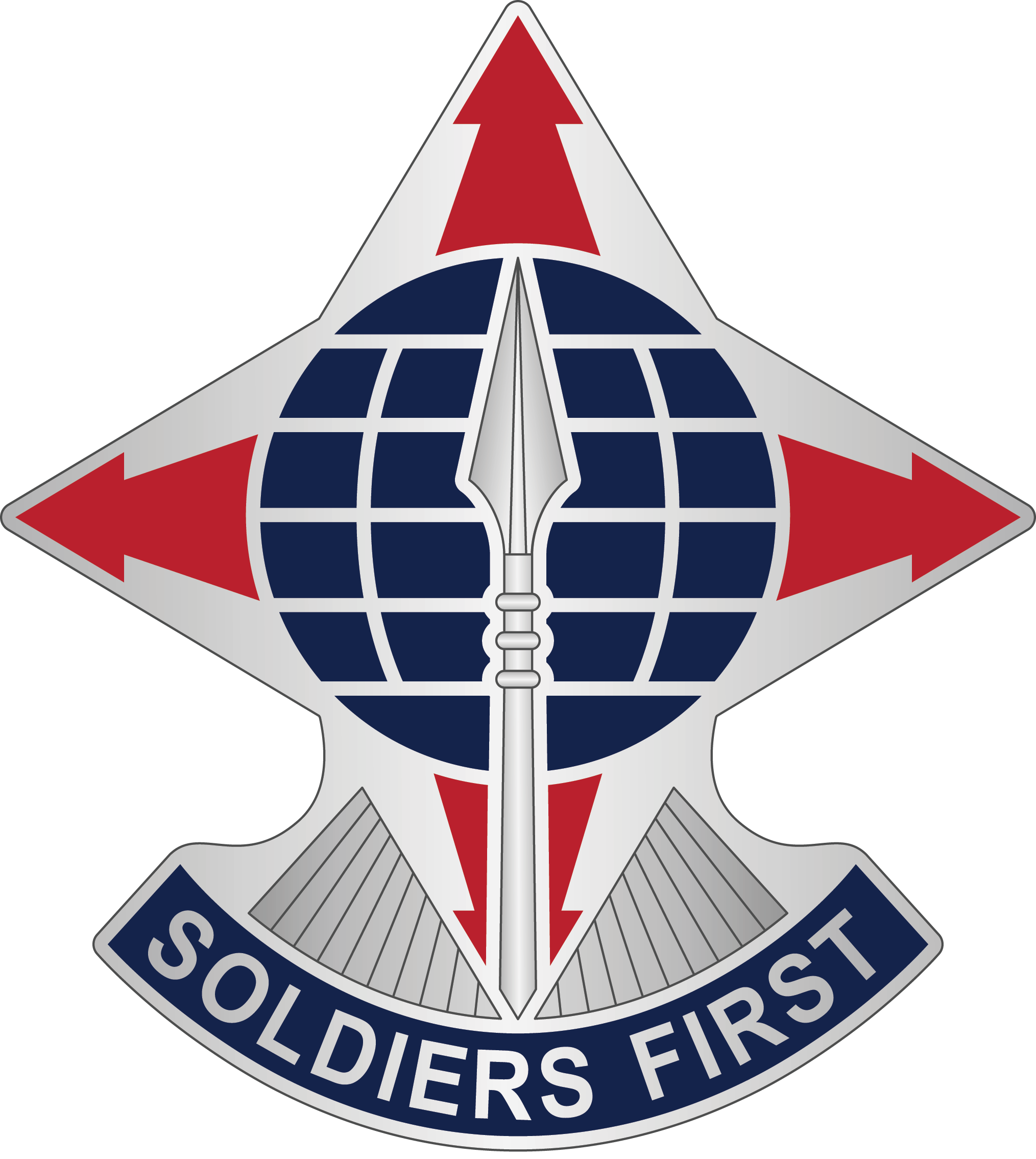
美國陸軍人事資源司令部
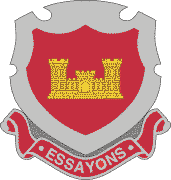
美國陸軍工程兵團 "Essayons (Let us try)"
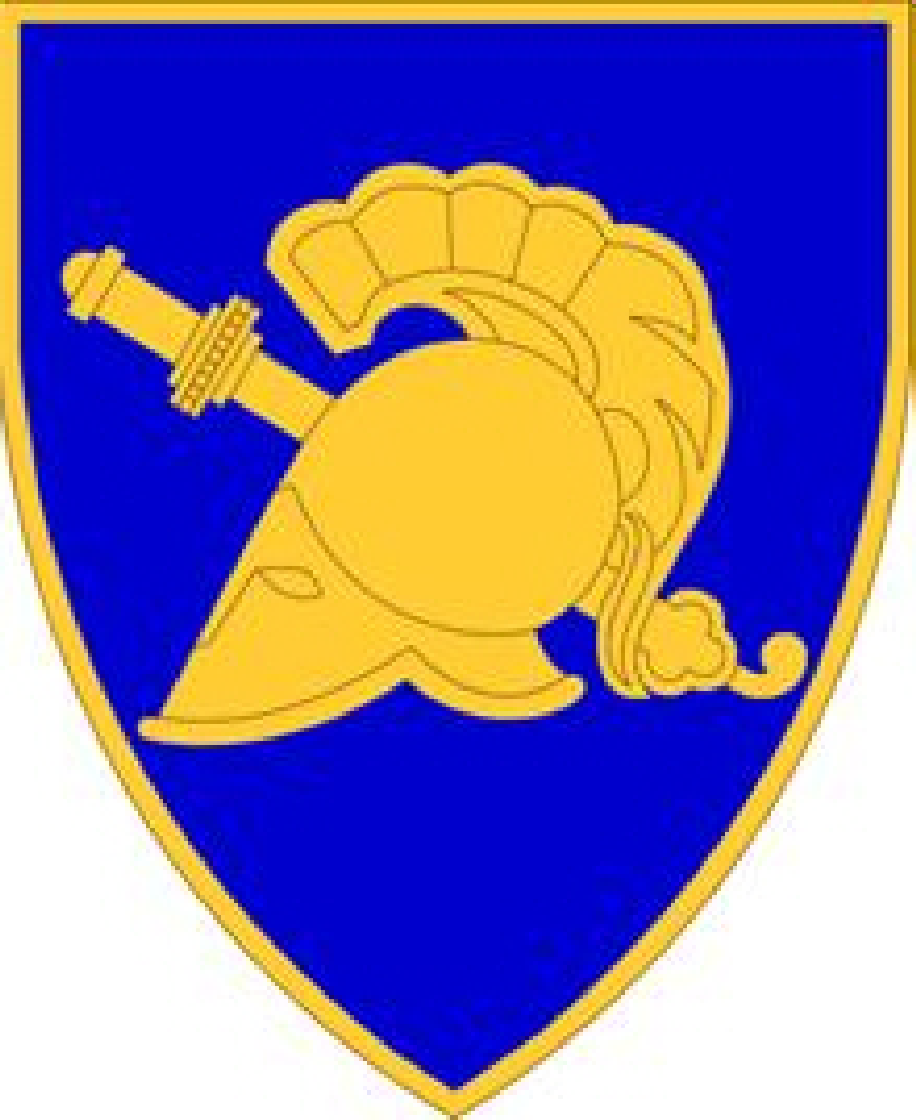
美國軍事學院
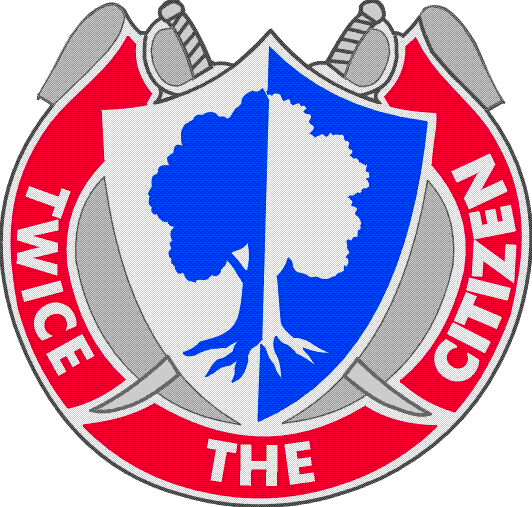
美國陸軍預備役司令部 "Twice the Citizen"
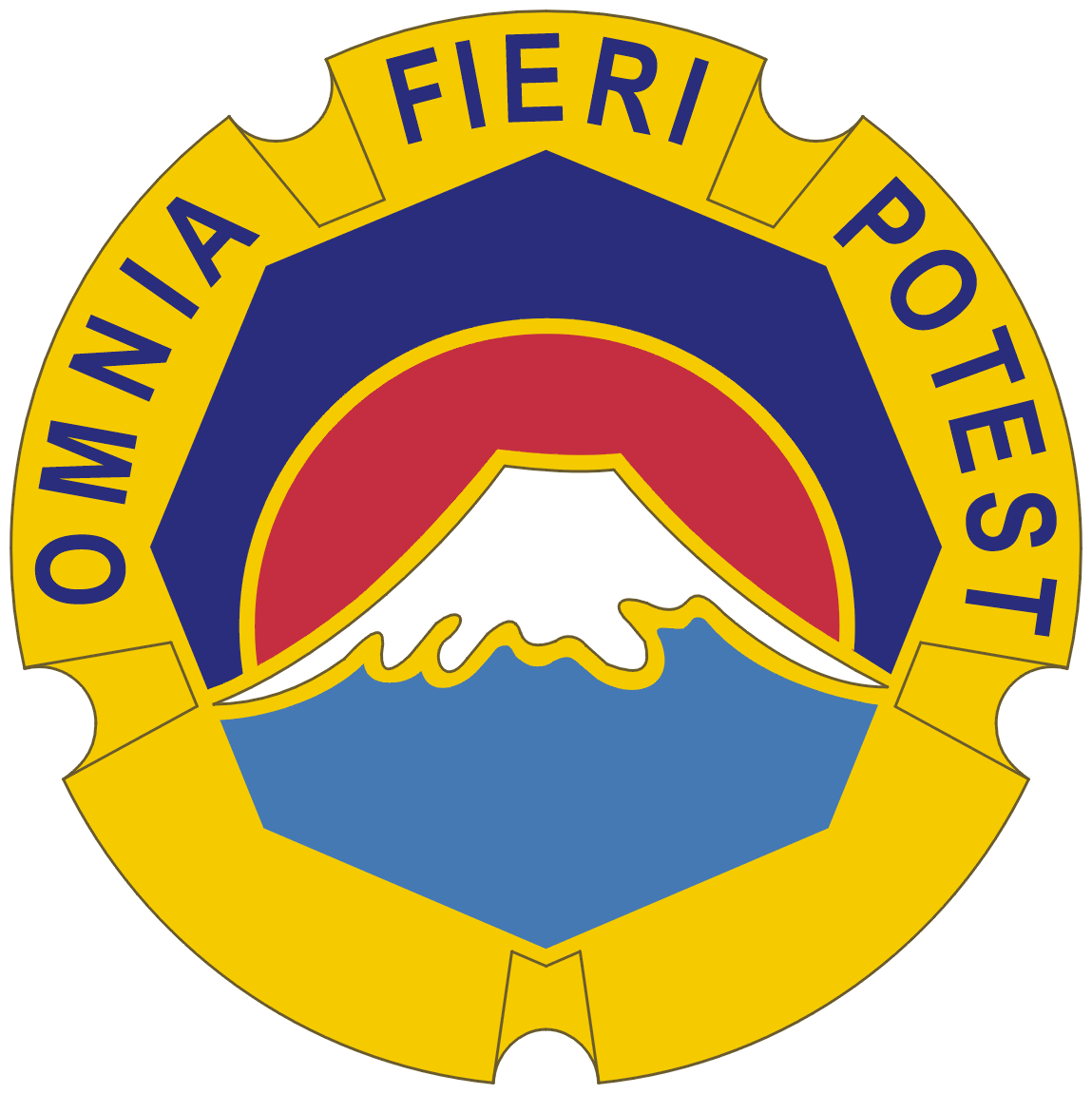
美國駐日陸軍 "Omnia Fieri Potest"

## 軍團

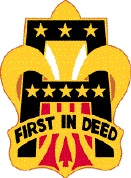
美國第一軍團 "First In Deed"
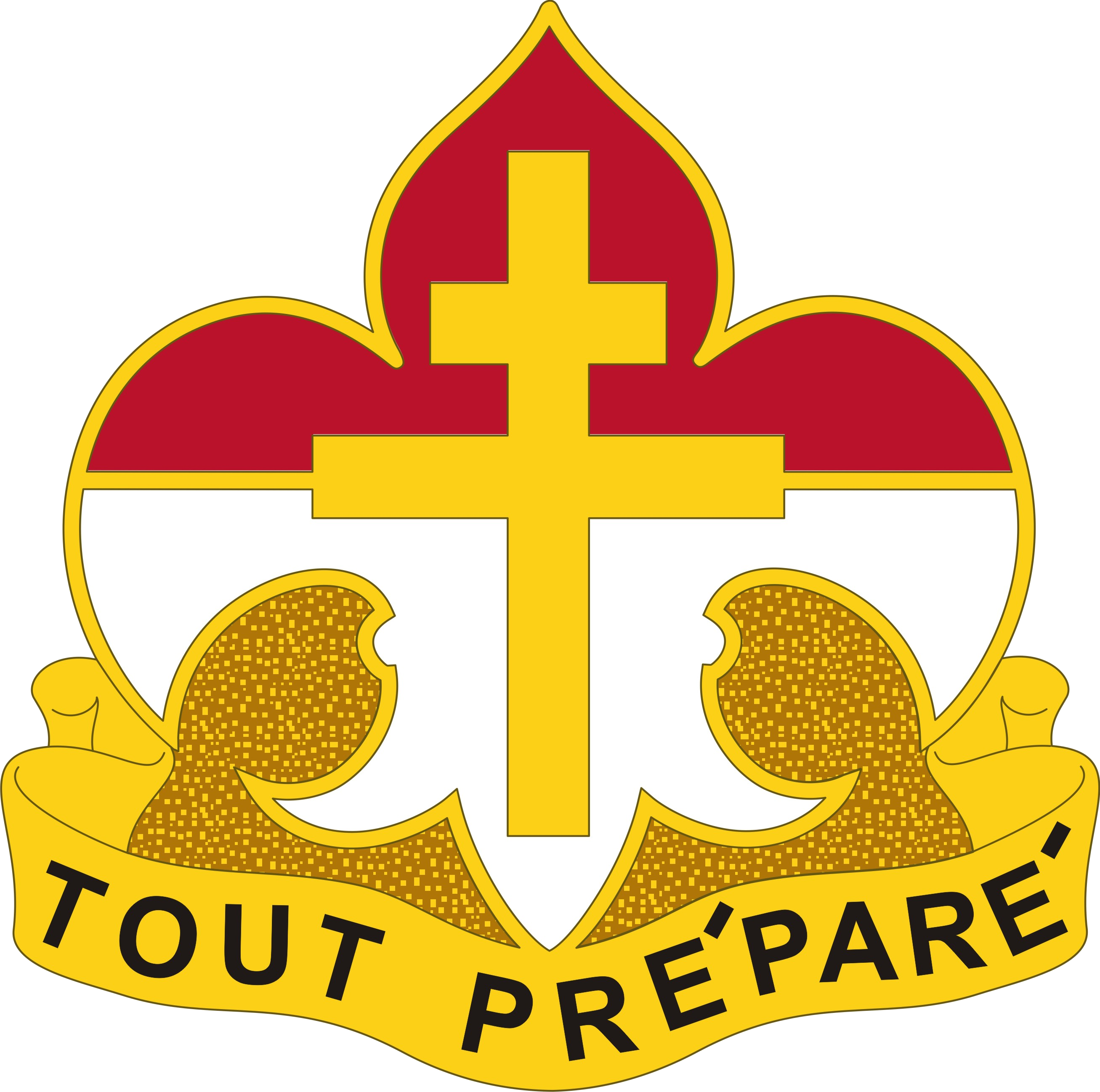
美國第二軍團 "Tout Préparé"
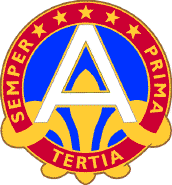
美國第三軍團 "Tertia Semper Prima"
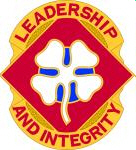
美國第四軍團 "Leadership And Integrity"
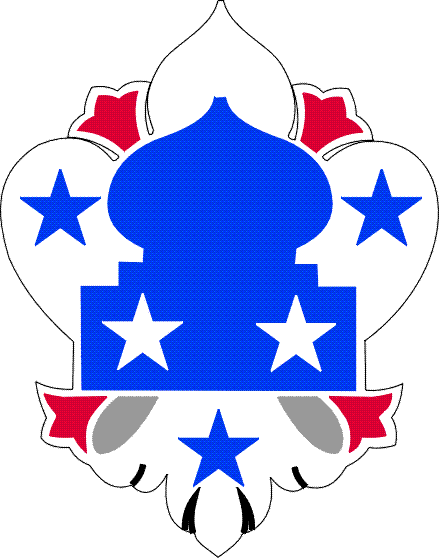
美國第五軍團 "Strength of the Nation!"
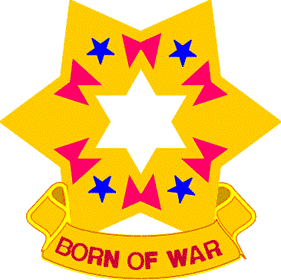
美國第六軍團 "Born of War"
美國第七軍團 "Pyramid of Power"
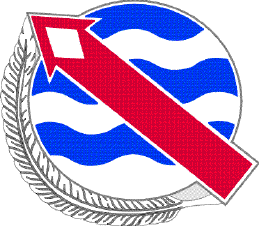
美國太平洋陸軍 "One Team"
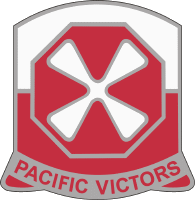
美國第八軍團 "Pacific Victors"
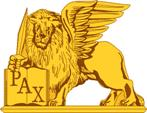
美國第九軍團 "Bringing the Army Team to Africa"

## 軍

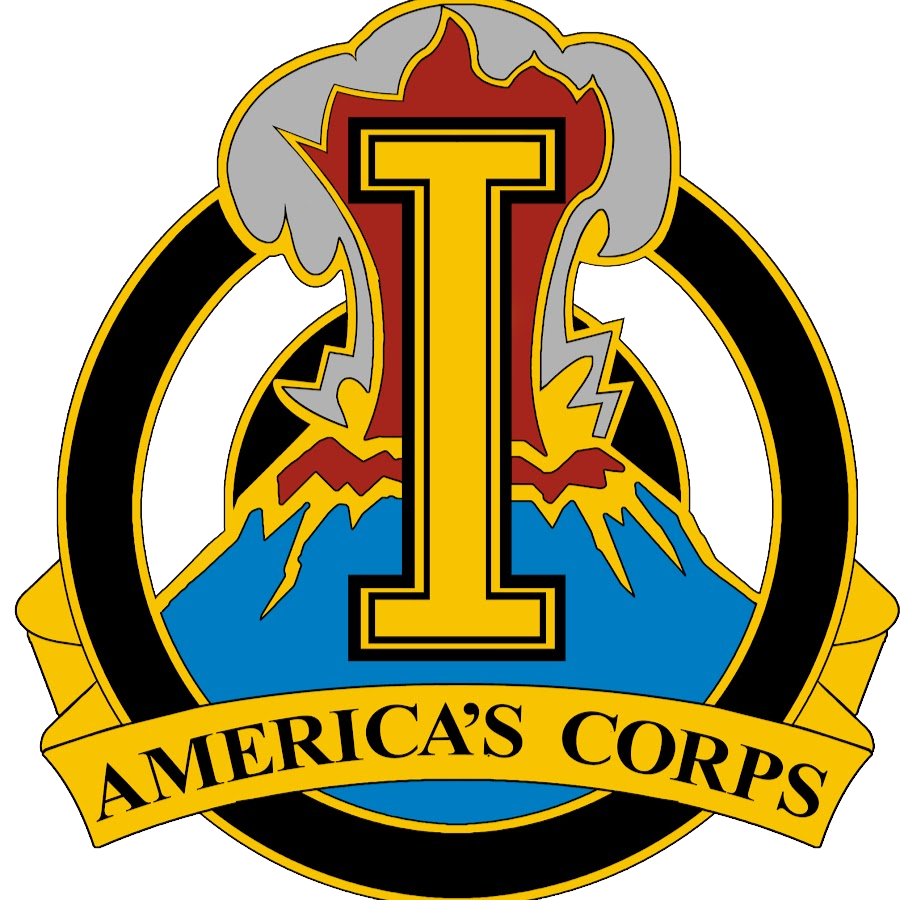
美國陸軍第一軍 "America's Corps"
美國陸軍第三軍 "Phantom"
美國陸軍第十八空降軍 "Sky Dragons"

## 步兵

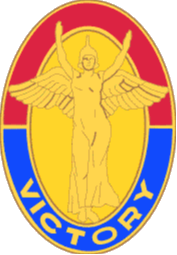
美國陸軍第1步兵師 "No Mission Too Difficult, No Sacrifice Too Great—Duty First!"
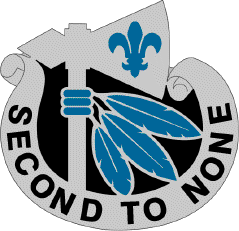
第2步兵師 "Second to None"
第3步兵師 "Rock of the Marne"
第4步兵師 "Steadfast and Loyal"
第7步兵師 "Bayonet Division"
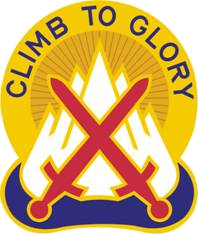
第10山地師 "Climb to Glory"
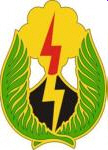
第25步兵師 "Tropic Lightning"
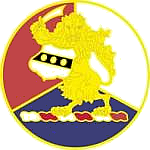
第28步兵師 "Keystone"
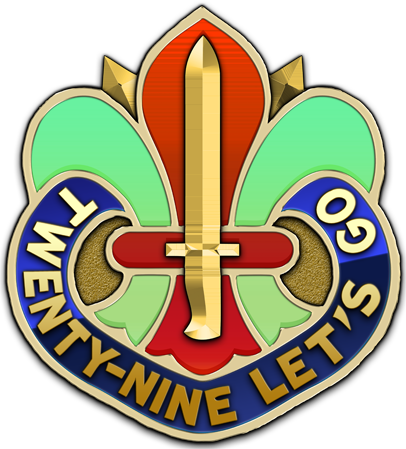
第29步兵師 "Twenty-nine, let's go!"
美國陸軍第34步兵師 "Attack, Attack, Attack!"
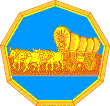
美国陆军第35步兵师 "Sante Fe Division"
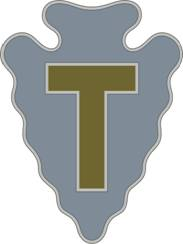
第36步兵師（英语：36th Infantry Division (United States)） "Arrowhead"
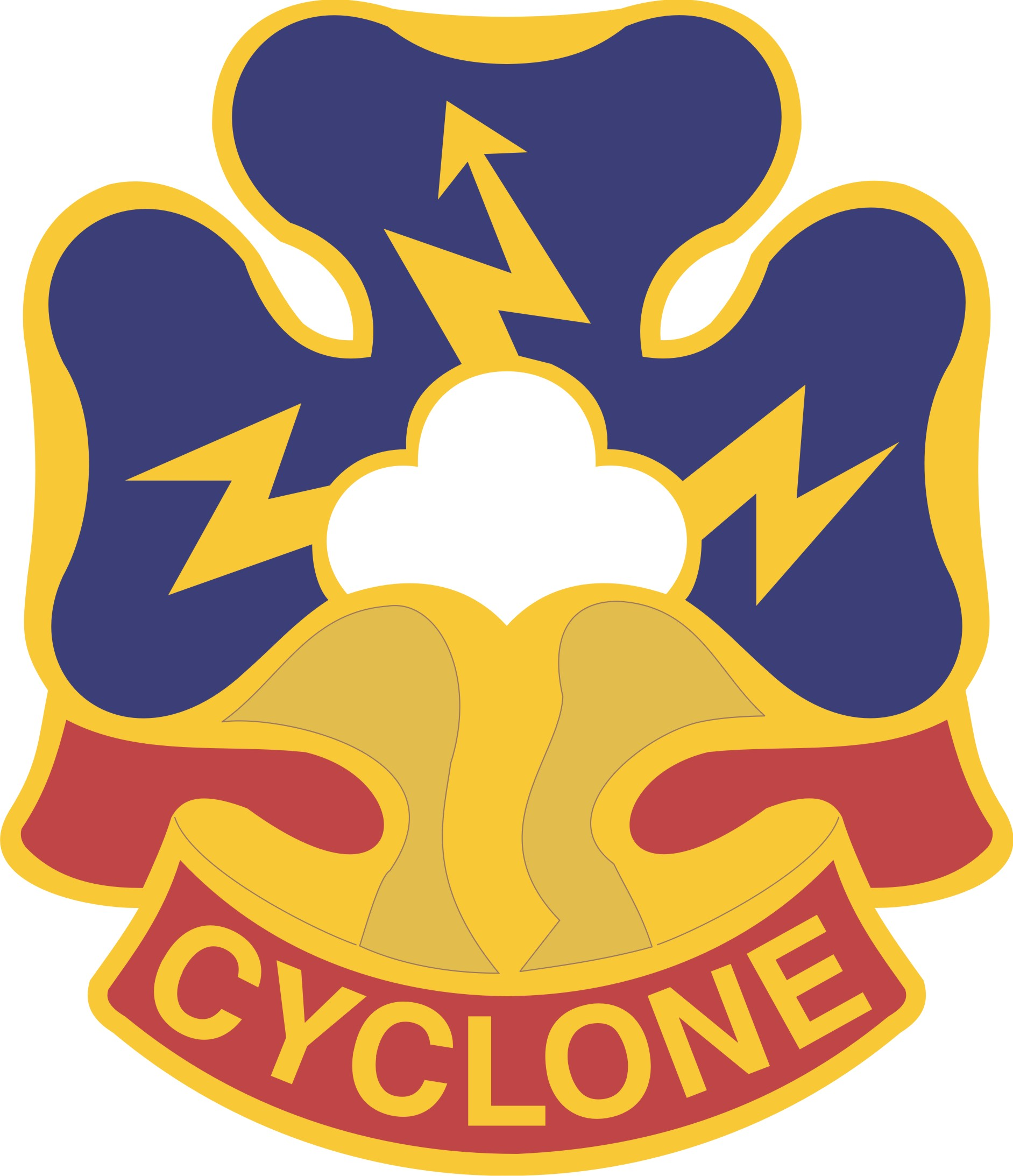
第38步兵師（英语：38th Infantry Division (United States)）
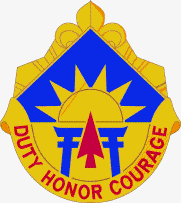
第40步兵師（英语：40th Infantry Division (United States)） "Sunshine Division""
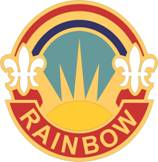
第42步兵師（英语：42nd Infantry Division (United States)） "Never Forget"
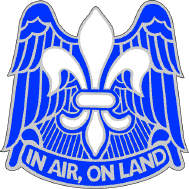
第82空降師 "All the way!"
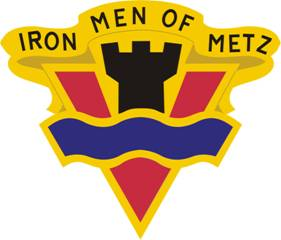
第95步兵師（英语：95th Infantry Division (United States)） "Iron Men of Metz"
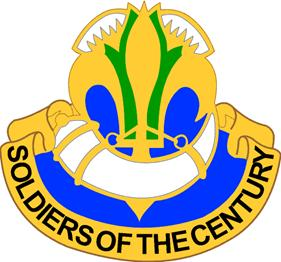
第100步兵師（英语：100th Infantry Division (United States)） "Century"
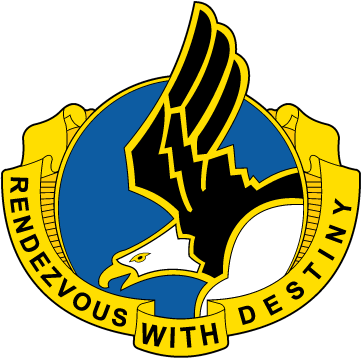
第101空降師 "Rendezvous With Destiny"

## 裝甲兵

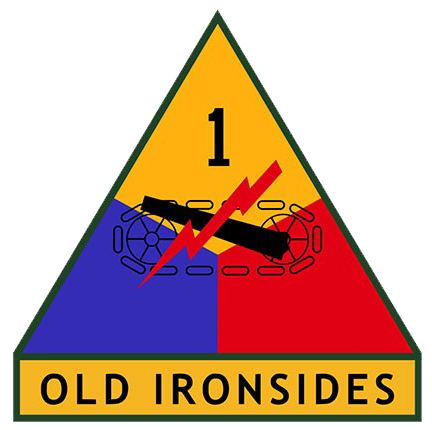
第1裝甲師 "Iron Soldiers!"

## 騎兵

第1騎兵師 "The First Team!"
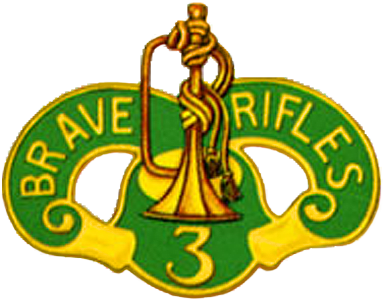
第3騎兵團 "Brave Rifles"

## 工兵

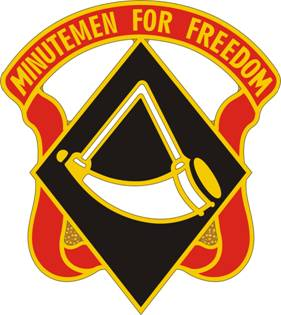
第130工兵旅 "Minutemen For Freedom"

## 憲兵

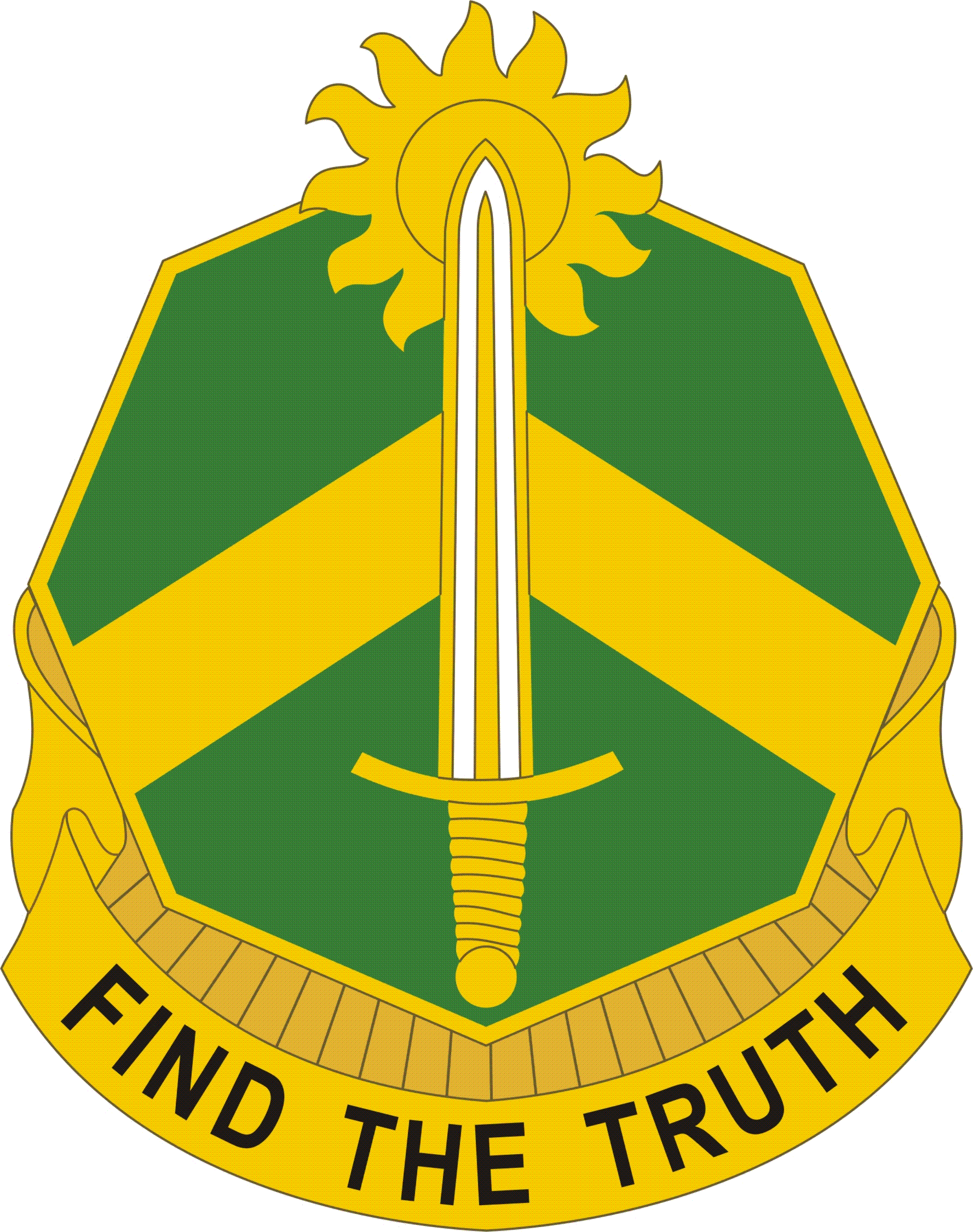
第8憲兵旅

## 特種部隊

第1特種部隊司令部及其下屬單位 "De Oppresso Liber"
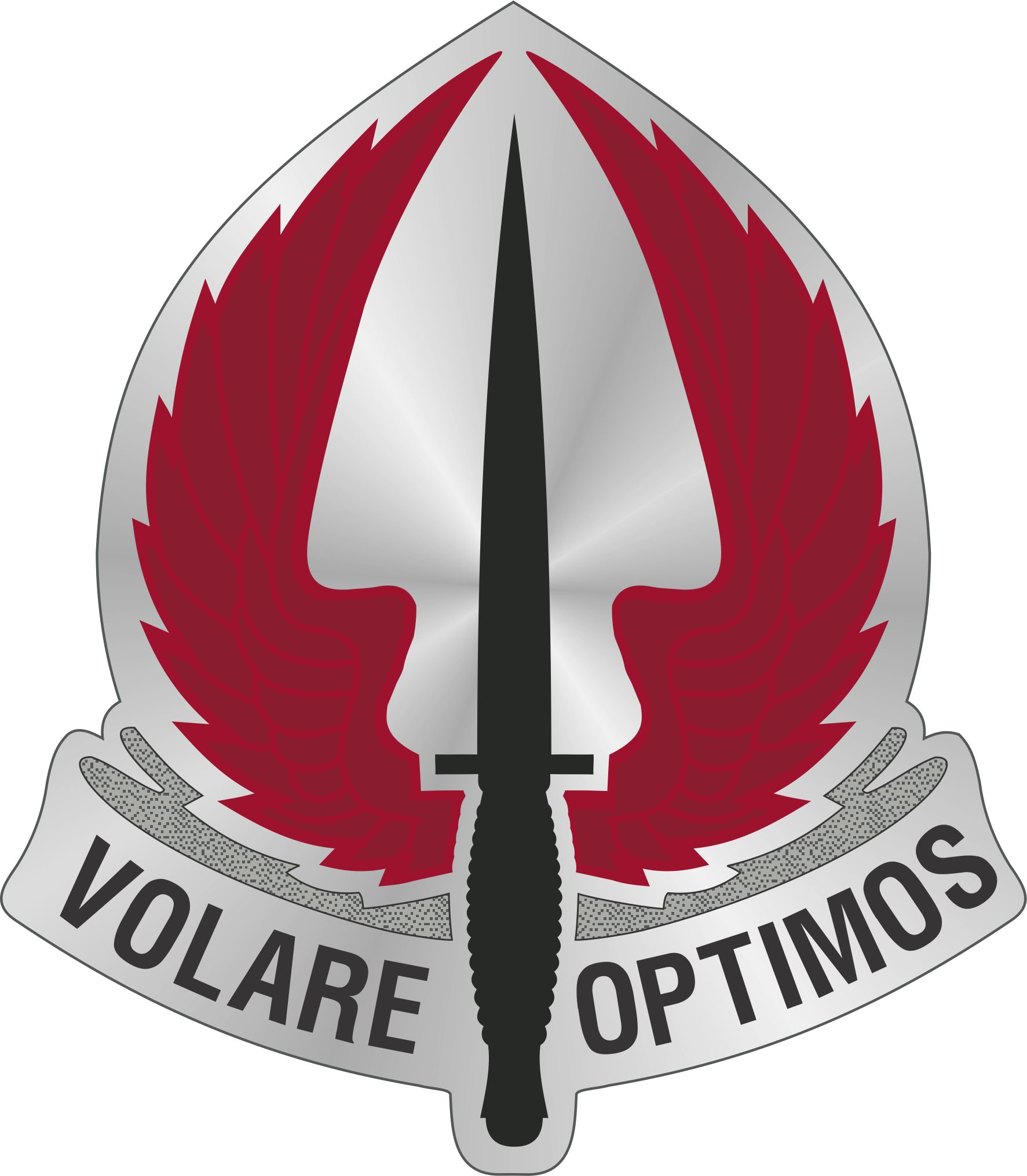
美國陸軍特種作戰航空司令部
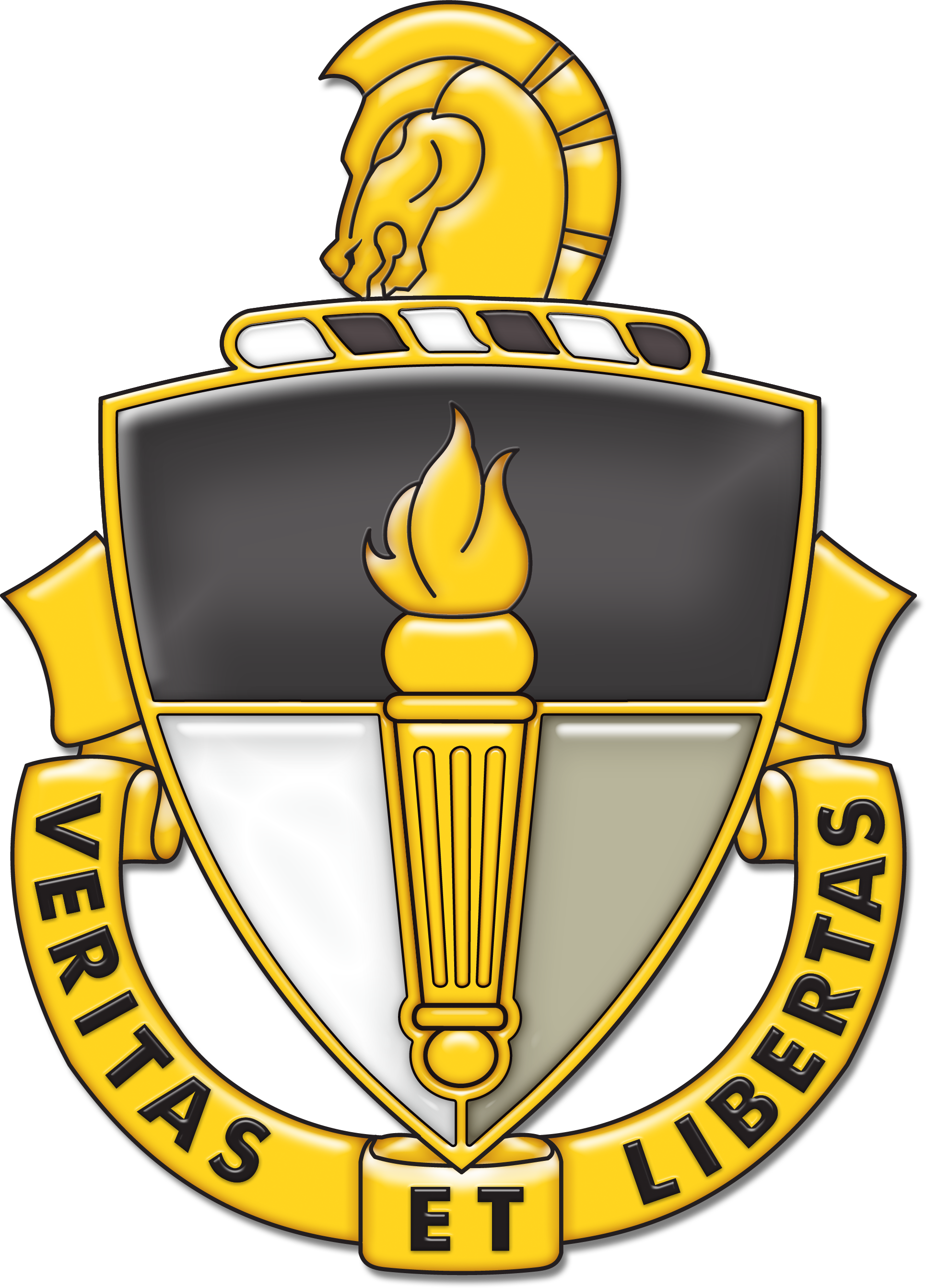
甘迺迪特種作戰訓練中心 "Veritas et Libertas"
第75遊騎兵團 "Sua Sponte"
第160航空團 "Night Stalkers"